# Otiothops atlanticus
Espèce
Otiothops atlanticus est une espèce d'araignées aranéomorphes de la famille des Palpimanidae.

## Distribution
Cette espèce est endémique de l'État de Bahia au Brésil,.

## Description
Le mâle holotype mesure 2,92 mm et la femelle paratype 3,36 mm.

## Publication originale
- Platnick, Grismado & Ramírez, 1999 : On the genera of the spider subfamily Otiothopinae (Araneae, Palpimanidae). American Museum novitates, no 3257, p. 1-25 (texte intégral).